# Сонянка верболиста
Сонянка верболиста (Helianthemum salicifolium) — вид квіткових рослин родини чистових (Cistaceae).

## Біоморфологічна характеристика
Це лежачий, висхідний, прямовисний однорічник до 30 см заввишки. Листки обернено-яйцювато-видовжені, 1–3 × 0.5–1.0 см. Суцвіття китицеподібне. Квітки 5–17. Внутрішні чашолистки гострі, нерви злегка виступають, зазвичай зеленуваті й без щетинок. Коробочка 3.5–7 мм, гола, на верхівці запушена.

## Поширення
Росте на півдні Європі, півночі Африки, заході Азії.
В Україні вид росте на пагорбах, схилах, степових ділянках я між чагарниками — у Криму